# Vastaggallyú körte
A vastaggallyú- vagy gyapjaskörte (egyéb elnevezéseit lásd lent) (Pyrus nivalis) a rózsafélék (Rosaceae) családjába és az almaformák (Maloideae) alcsaládjába tartozó Magyarországon őshonos fafaj.
Kipusztulással fenyegetett, védett növény.
A vadkörtével (P. pyraster) könnyen hibridizálódik, állandósult hibridjük az osztrák körte (fekete-, sózókörte) (P. x austriaca). Sok más fajjal együtt felhasználták a nemes körte (P. communis) kialakításában.
Egyes kutatók szerint Magyarországon nem a P. nivalis található meg, hanem a P. n. ssp. orientalis nevű alfaj.
Egyéb elnevezései:
- hókörte
- molyhos körte

## Megjelenése
Alacsony, közepes termetű, maximum 15 méter magasra növő fa. Törzse többnyire egyenes, hamar elágazó, kérge főleg hosszan repedezett, szürkés színezetű. Koronája gömbölyded, ágai erősek, felfelé állók. Vesszeje vastag, 6–10 mm átmérőjű, barna, molyhos, később kopaszodó. Tövisei ritkán vannak, rügyei szártól elállók, barnák, molyhosak.
Tőről és gyökérről jól sarjad, sarjtelepeket alkothat.

### Levelek
Levelei szórt állásúak, lándzsás, visszás tojásdad alakúak, vagy elliptikusak, hosszuk 4–9 cm. Épszélűek, vagy a csúcsnál finoman fűrészesek. A fiatal levelek mindkét oldalukon fehéresen molyhosak, felül később kopaszodók, a fonák molyhos marad. A levélnyél rövid, fehéren molyhos.
A lombfakadás a virágzással egy időben, áprilisban történik. Ősszel a levelek vérvörösre színeződnek.

### Virágok

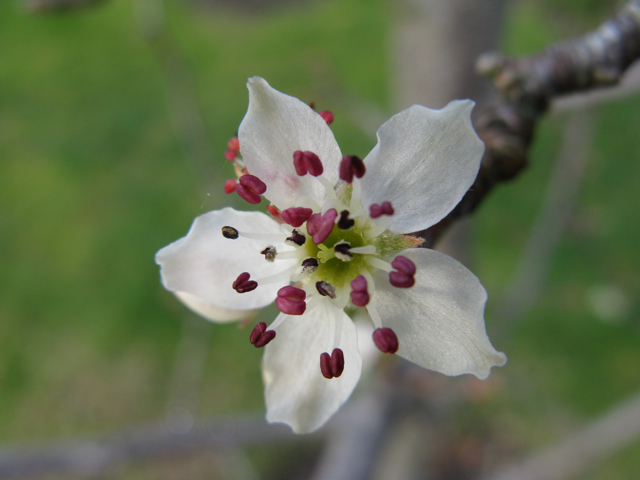
A vastaggallyú körte virága

Virágai sátorozó fürtökben nyílnak a leveles rövidhajtásokon, fehérek, erősen gyapjasak.

### Termés
Almatermése lapított gömbölyded vagy nyakas körte alakú, hossza 25–40 mm, éretten sárga színű. A kocsány a terméssel egyező hosszúságú, vagy hosszabb. A magok 4–6 mm hosszúak, lapított tojásdad alakúak, barnásfeketék.
Termése augusztus-szeptemberben érik és hullik, íze nem olyan fanyar, mint a vadkörtéé.

## Élőhelye
Előfordulása félkultúr területeken, száraz tölgyesek szélein, mezsgyéken, felhagyott szőlőkben jellemző.

### Környezeti igényei
Meleg- és fényigényes, a szárazságot közepesen jól tűri (xerofil, xeromezofil).

### Elterjedése
Közép- és dél-európai elterjedésű, szubmediterrán jelleggel, dombvidéki, középhegységi faj. Magyarországon szórványosan a Zempléni-hegységben, a Cserháton, a gyöngyösi Sárhegyen, a Dunazug-hegységben, a Balaton-felvidéken és a Nyugat-Dunántúlon található meg.